# Rutucha
Rutucha en aymara o Warkarutuy en quechua (en español: corte del primer cabello) es una festividad tradicional de la cultura Aimara en la cual se realiza la primera presentación de la hija o hijo de una familia a la comunidad. Los invitados realizan el primer corte de cabello a la niña o niño entregando en retribución dinero a la familia, el que se destina a los gastos de la crianza del menor.Esta costumbre es practicada en la cultura aimara, quechua y también por los migrantes bolivianos en distintos países. Según Erlan García, el antropólogo Pedro Pachaguaya refiere que en la cultura aimara y quechua el cabello es sagrado, de igual manera, Fernández Juárez refiere también que los cabellos son considerados de gran valor, por lo que durante los dos primeros años de vida éstos no son cortados, considerándose los qulus, o nudos espesos de cabello que se forman, como signos de buenos augurios materiales por los padres, por ello y por temor a que sea usado para realizar hechizos o brujería, en las culturas del altiplano sudamericano las personas no botan el cabello a la basura. Sin embargo en el caso de los recién nacidos, el cabello no tiene la misma importancia porque se formó en el vientre y debe ser cortado por primera vez por el padrino del niño o niña.

## Celebración
Para celebrar la Rutucha, los padres del niño o la niña escogen a los padrinos, ya sea por los valores y logros que muestran en la comunidad o logros económicos, prefiriéndose en los últimos años elegir a personas extranjeras buscando que los niños salgan de la pobreza y discriminación -según Pachaguaya-.
Una vez escogidos los padrinos, éstos junto a los padres de la niña o niño que será rutuchado disponen la fecha y el lugar para la celebración, por lo general el padrino es el encargado de organizar la fiesta para celebrar la Rutucha y los padres ofrecen a los invitados bebidas, cigarrillos, comida y coca, entre otros; usualmente la celebración se realiza en la casa de los padres del menor al finalizar la tarde. La parte central de la celebración es el Kicachar que significa "florecer", es el proceso en el que los invitados cortan los mechones de cabello o “coltis” (cabello enredado) del niño o la niña, para luego envolver los mechones en billetes y colocarlos en un "aguayo”. Para ello la cabeza del menor se divide simbólicamente en dos secciones, el lado derecho para los padres del rutuchadoy el izquierdo para los padrinos. Luego de unas palabras del padre del menor, éste invita al padrino y a la madrina para que sean los primeros en realizar el ritual de la rutucha y luego, alternativamente con los padrinos se llama a los demás invitados. Concluido el Kichacar, es decir el corte del cabello, se procede a contar el dinero recolectado, debiendo redondearse la suma resultante. Por ejemplo, si la suma es de 900 bolivianos el padrino debe regalar a su ahijado o ahijada otros 100 bolivianos para redondear la suma a mil.
Según Pachaguaya, algunos guardan el primer mechón de cabello cortado en esta fiesta para tomarlo en infusiones ya que se le atribuyen propiedades medicinales.